# Papa Celestino I
Celestino I (Roma, 359 – Roma, 27 luglio 432) è stato il 43º vescovo di Roma e papa della Chiesa cattolica dal 422 fino alla sua morte. È venerato come santo dalla Chiesa cattolica e dalle Chiese ortodosse.

## Biografia
Nulla è conosciuto della sua giovinezza, tranne che era romano e che il nome di suo padre era Prisco (Liber Pontificalis). Si dice che abbia vissuto per un certo periodo a Milano con sant'Ambrogio; comunque, la prima notizia conosciuta che lo riguarda si trova in un documento di papa Innocenzo I risalente al 416, dove viene individuato come Celestino il Diacono. Nel 418, a dimostrazione del suo crescente prestigio, sant'Agostino d'Ippona, suo caro amico, gli scrisse una lettera (Epist. LXII) con un linguaggio molto reverente.

### Il soglio pontificio
Celestino succedette a papa Bonifacio I il 10 settembre 422 (secondo Tillemont, sebbene i Bollandisti sostengano che la data esatta sia il 3 novembre) e morì nel luglio 432, dopo aver regnato per nove anni e dieci mesi. Nonostante i tempi turbolenti che correvano a Roma, fu eletto senza alcuna opposizione, come si evince da una lettera di Sant'Agostino (Epist. CCLXI), scrittagli poco dopo la sua elevazione, nella quale il grande dottore invocava il suo aiuto per ricomporre la sua disputa con Antonio, vescovo di Fessula in Africa.
Sembra che Celestino e Agostino fossero legati da una forte amicizia e che, per tale motivo, dopo la morte di quest'ultimo nel 430, Celestino scrisse una lunga lettera ai vescovi di Gallia sulla santità, la cultura e lo zelo del santo nella quale vietava tutti gli attacchi alla sua memoria da parte dei Semipelagiani che, sotto la guida di Giovanni Cassiano, stavano iniziando a guadagnare sempre più influenza.
Sebbene il suo destino si giocasse in tempi burrascosi, dato che i Manichei, i Donatisti, i Noviazianisti ed i Pelagiani stavano turbando la pace della Chiesa e che le orde barbariche stavano iniziando le loro incursioni nel cuore dell'impero, il carattere fermo ed al tempo stesso gentile di Celestino lo rese in grado di adempiere con successo a tutti i doveri che comportava la sua posizione. Sostenne dappertutto i diritti della Chiesa e la dignità del suo ufficio.
In questo fu aiutato da Galla Placidia, che, in nome del suo giovane figlio, Valentiniano III, bandì da Roma i Manichei e gli altri eretici che stavano compromettendo la pace. Celestino non solo scacciò Celestio, compagno e principale discepolo di Pelagio, dall'Italia, ma ispirò l'ulteriore condanna della setta da parte del Concilio di Efeso. Inoltre, grazie al suo aiuto, San Germano d'Auxerre e San Lupo di Troyes, che erano stati inviati dai vescovi gallici in Britannia, terra natia di Pelagio, nel 429, riuscirono ad estirpare l'eresia dal suo suolo natio.

### Difensore delle tradizioni
Fermo sostenitore dei canoni tradizionali, Celestino scrisse ai vescovi d'Illiria raccomandando loro di osservarli e di rimanere fedeli al vescovo di Tessalonica, vicario papale, senza consultare il quale non avrebbero dovuto consacrare alcun vescovo o indire alcun concilio. Scrisse anche ai vescovi di Vienne e Narbonne, ammonendoli di seguire gli antichi canoni e, conformemente al volere del suo predecessore, di resistere alle pretese della sede di Arles. Inoltre, li ammonì di non rifiutarsi d'impartire l'assoluzione anche a coloro che lo desideravano in punto di morte, di non vestire come monaci e di prendere severi provvedimenti contro un certo Daniele, un monaco orientale causa di seri disturbi nella Chiesa di Gallia.
Ai vescovi di Apulia e Calabria scrisse che il clero non doveva rimanere all'oscuro dei canoni, né i laici avrebbero dovuto essere elevati all'episcopato al posto del clero per volontà popolare, non importa quanto questa fosse forte (populus docendus non sequendus). Inoltre minacciò severe sanzioni contro i futuri trasgressori. Nel difendere il diritto della Chiesa romana di ricevere e decidere su appelli da tutte le regioni, entrò per un certo periodo in conflitto con la Chiesa d'Africa (caso Apiarius). I vescovi africani, comunque, sebbene manifestassero un certo dissenso, non misero mai in questione il primato della Santa Sede. Le loro azioni ed il loro linguaggio espressero sempre il suo più pieno riconoscimento; le loro lagnanze furono dirette piuttosto contro il saltuario uso indiscreto delle prerogative papali.

### Nestorio
Gli ultimi anni del pontificato di Celestino furono impiegati nella lotta all'eresia di Nestorio. Divenuto vescovo di Costantinopoli nel 428, all'inizio fu fonte di grande soddisfazione per il papa, come si evince da una lettera indirizzatagli da Celestino stesso. Ma presto nacquero sospetti circa la sua ortodossia: ricevette in modo benevolo i Pelagiani banditi da Roma dal papa e poco dopo giunsero a Roma echi dei suoi insegnamenti eretici riguardo alla duplice personalità di Cristo e, in particolare, rispetto al ruolo della Madonna, che si rifiutava di riconoscere come "Madre di Dio", ma solo come "Madre di Cristo". Celestino ordinò a san Cirillo d'Alessandria di investigare e presentare un rapporto. Cirillo, avendo appurato che Nestorio professava apertamente la sua eresia, inviò un resoconto particolareggiato al papa che, in un sinodo romano (agosto 430), avendo condannato solennemente gli errori di Nestorio, ordinò a Cirillo di procedere contro di lui in suo nome.
Quest'ultimo avrebbe dovuto essere scomunicato e deposto a meno che entro dieci giorni non avesse ritrattato solennemente e per iscritto i suoi errori. In lettere scritte lo stesso giorno a Nestorio, al clero e al popolo di Costantinopoli, a Giovanni di Antiochia, Giovenale di Gerusalemme, Rufo di Tessalonica e Flaviano di Filippi, Celestino rese pubblica la sentenza emessa su Nestorio e l'incarico dato a Cirillo di eseguirla. Allo stesso tempo riammise tutti coloro che erano stati scomunicati o erano stati deposti da Nestorio. Cirillo lanciò la condanna papale ed il suo anatema su Nestorio.
Ma Nestorio godeva delle simpatie dell'imperatore che, non convinto delle decisioni prese a Roma, indisse un concilio generale da tenersi a Efeso (7 giugno 431). Celestino inviò quali legati i vescovi Arcadio e Proietto ed il presbitero Filippo, che avrebbero dovuto appoggiare Cirillo pur non partecipando alla discussione, ma con il solo compito di valutare le opposte opinioni, riservandosi il papa di emettere la decisione finale. Approfittando delle assenze, a vario titolo, di molti rappresentanti delle Chiese d'Oriente e d'Africa, nella seduta del 22 giugno Cirillo chiuse in tutta fretta i lavori, confermando la condanna di Nestorio. L'imperatore accolse il reclamo di quest'ultimo e convocò una nuova assemblea generale nei primi giorni di luglio, che però di nuovo confermò la sentenza già emessa in precedenza. Teodosio II non poté opporsi, ma chiese ed ottenne la deposizione anche di Cirillo, che però fu presto riabilitato, mentre Nestorio si ritirò in un convento e morì poco dopo in Egitto.

### San Patrizio

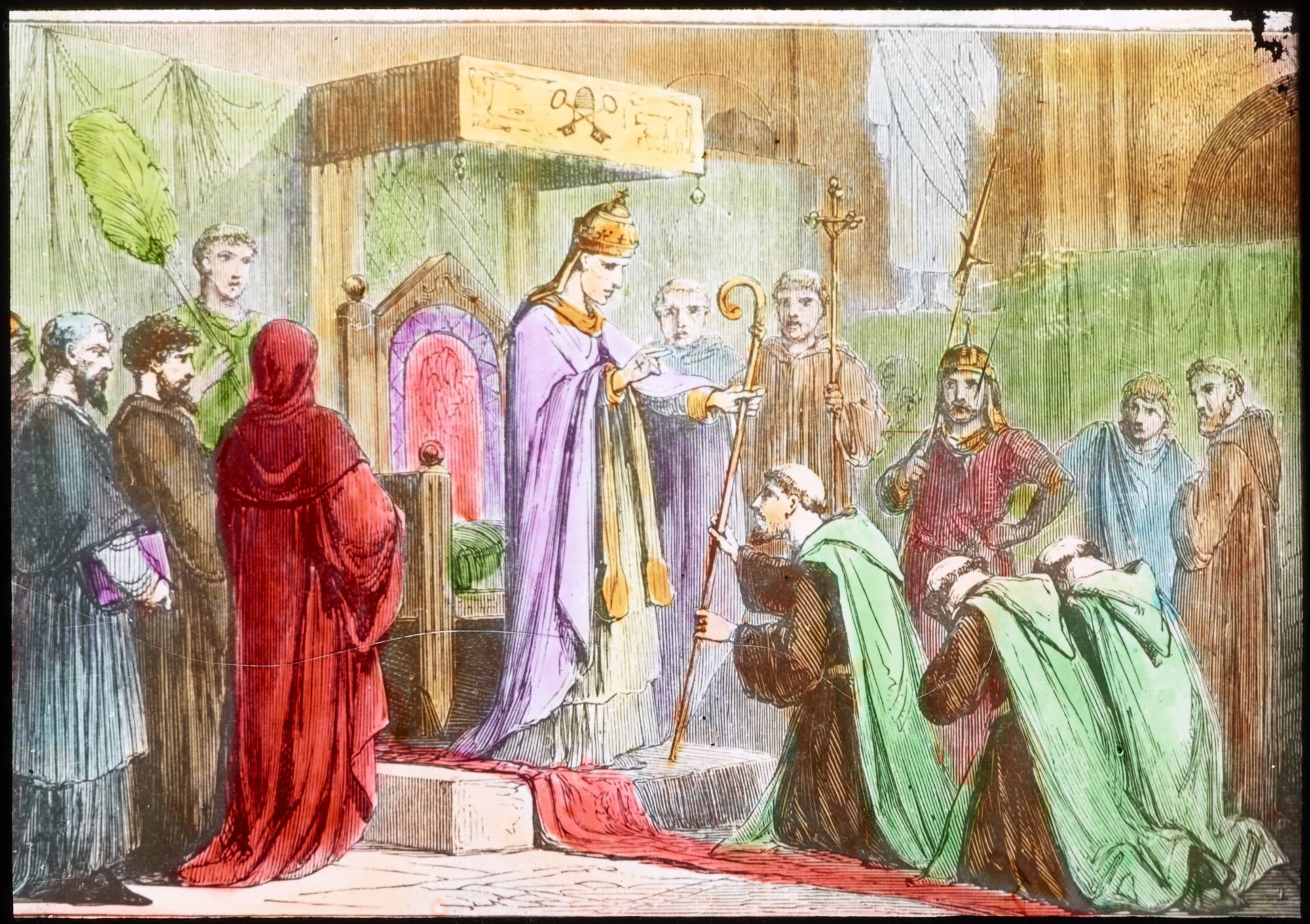
Papa Celestino I invia san Patrizio in Irlanda

L'ultimo atto ufficiale di Celestino, l'invio di san Patrizio in Irlanda, forse superò tutti gli altri per le conseguenze di vasta portata che ebbe. Aveva già inviato l'anno prima (431) san Palladio come vescovo agli "Scotti [irlandesi] che credevano in Cristo". Ma Palladio presto abbandonò l'Irlanda e morì l'anno seguente in Britannia. San Patrizio, a cui prima era stato rifiutato dal Papa, ricevette l'incarico a lungo desiderato solamente alcuni giorni prima della morte di Celestino, che così divenne partecipe della conversione degli irlandesi.

### Affari interni
Negli affari locali della Chiesa romana, Celestino manifestò grande zelo. Restaurò ed abbellì la chiesa di Santa Maria in Trastevere, che aveva subito il saccheggio da parte dei Goti, la chiesa di Santa Sabina e fece abbellire le Catacombe di Santa Priscilla con dipinti del Concilio di Efeso. Anastasio Bibliotecario gli attribuì diverse parti della liturgia, ma senza alcuna certezza sull'oggetto. Da mettere in dubbio è anche l'asserzione del Liber pontificalis, secondo la quale Celestino aggiunse il Prefazio al canone della Messa.
I Capitula Coelestini, le dieci proposizioni sulla grazia che hanno giocato tale parte nella storia dell'agostinianesimo, non gli sono più attribuiti. Per secoli furono creduti parte integrante alla sua lettera ai Vescovi di Gallia, ma attualmente sono considerati essere opera di Prospero d'Aquitania.

### Morte e sepoltura
La data precisa della sua morte è incerta, anche se tradizionalmente si colloca il 27 luglio 432. Fu sepolto nelle Catacombe di Priscilla, dalle quali fu traslato, nell'820, da papa Pasquale I nella chiesa di Santa Prassede

## Culto e iconografia
La sua festa, nella Chiesa latina, ricorre il 27 luglio. Nella Chiesa greca, dove è grandemente venerato per la condanna di Nestorio, la sua festa ricorre l'8 aprile.
Dal Martirologio Romano (ed. 2001):
Nell'arte, San Celestino è rappresentato come Papa assieme a una colomba, un drago e una fiamma.
Alcune reliquie si trovano anche nel mantovano, in San Paolo fuori le mura e in San Petronio a Bologna. La diffusione del culto in area padana sembra dovuto all'affermarsi della dinastia canossana, specie al marchese Bonifacio che scelse Mantova quale capitale dei suoi domini. La devozione nella città virgiliana è attestata da una lunga tradizione con l'inventio delle reliquie nella vicina Pietole, l'antica Andes patria di Virgilio, in cui giacevano sottratte ad un vescovo tedesco, per altri alla scorta dell'imperatore Ottone I proveniente da Roma. Trasportate nella cattedrale cittadina, andarono disperse a seguito dell'incendio del venerdì santo del 1545. Il culto ebbe vasta diffusione nella città di Mantova e nel contado e si estese anche alla vicina Emilia. Tutt'oggi devozione e titolo sono testimoniati nel mantovano dalle chiese di Pietole di Virgilio, Campitello (l'unica che ne conserva anche le reliquie), nel modenese di Castelnuovo Rangone e nel reggiano di Cadelbosco.
In Campitello e Castelnuovo Rangone papa Celestino è effigiato in due belle tele rispettivamente di Giovanni Bottani (seconda metà del '700) e di Adeodato Malatesta (1873) che alludono al suo contrasto con Nestorio.